# Distrito de Wardha
Wardha (en maratí; वर्धा जिल्हा ) es un distrito de India, parte de la división de Nagpur en el estado de Maharastra . 
Comprende una superficie de 6 310 km².
El centro administrativo es la ciudad de Wardha.

## Demografía
Según censo 2011 contaba con una población total de 1 296 157 habitantes.